# Novo Oriente
Novo Oriente é um município brasileiro do estado do Ceará, localizado na região dos Sertões de Crateús, sua população estimada em 2010 era de 27.453 habitantes.

## Etimologia
Em suas origens, Novo Oriente tinha o nome de Lagoa do Tigre, pelo fato de haver uma lagoa, onde pastava o gado e ali apareciam onças que o devorava. O nome Novo Oriente surgiu do primeiro sacerdote da localidade, padre Afonso de Gouveia, vigário de Independência, que veio celebrar a primeira missa. Na ocasião, o mesmo, achando a situação geográfica com muitos montes, lembrou-se do Oriente e teve a ideia de atribuir a esta região, o poético nome de Novo Oriente. Por ter um dos principais comércios da região, principalmente de produtos agrícolas e pecuários, Novo Oriente é conhecido por "Terra do milho e do feijão".

## Formação Administrativa
Em 1957 Novo Oriente, até então distrito independenciano, conseguiu sua emancipação em relação a Independência. A instalação houve no mesmo ano.
O município possui seis distritos:
- Novo Oriente (distrito-sede)
- Palestina
- São Raimundo
- Três Irmãos
- Emaús
- Santa Maria

## História
As terras da Microrregião do Sertão de Crateús, ao sul da Chapada da Ibiapaba, onde localizam-se os afluentes do rio Poti, eram habitadas pelos índios Karatis, antes da chegada dos portugueses e a implementação das sesmarias no século XVII.
Com o sucesso da economia do ciclo da Carne-seca e charque, nas proximidades da Lagoa do Tigre surgiu em ponto de parada para o gado que era transportado para o Piauí através da vila piauiense de Piranhas (Crateús). Desse ponto de parada surgiu um povoado.
O povoado as margens da Lagoa do Tigre chegou a pertencer ao Piauí, e no ano de 1880, este foi anexado ao território do Ceará, como resultado da solução encontrada para o litígio territorial entre estes dois estados. O Ceará reconheceu a jurisdição do Piauí sobre o município de Amarração (Luís Correia) e em troca o Piauí ofereceu dois importantes municípios piauienses: Independência e Príncipe Imperial (Que mais tarde viria a se chamar Crateús).
Novo Oriente tornou-se distrito de Independência, mais tarde passando a se emancipar em 1957.
O pioneiro do povoamento de Novo Oriente foi o Capitão Rodrigo Alves da Silva, por ter sido o primeiro a construir moradia naquela região nas proximidades da lagoa do Tigre.
Novo Oriente tornou-se distrito do município de Independência por força de Ato datado de 3 de março de 1902. Somente no dia 10 de outubro de 1957, a Lei Nº 3.855 institui o município de Novo Oriente, graças aos esforços de José Claudino Sales e Gonçalo Claudino Sales, que se destacaram na batalha judicial pela sua emancipação política.
A sua instalação, ainda que simbólica, com um subprefeito nomeado pelo prefeito de Independência, ocorreu no dia 15 de dezembro do mesmo ano. O primeiro prefeito oficial do município, José Claudino Sales, tomou posse no dia 25 de março de 1959. A paróquia local, cujo santo é São Francisco, foi criada em 1954.
O nome Novo Oriente surgiu do primeiro sacerdote da localidade, padre Afonso de Gouveia, vigário de Independência, que veio celebrar a primeira missa. Na ocasião, o mesmo, achando a situação geográfica com muitos montes, lembrou-se do Oriente e teve a ideia de atribuir a esta região, o poético nome de Novo Oriente.
Novo Oriente foi parte do território piauiense, como Crateús e Independência. No século XIX, passou a pertencer ao Ceará, com a troca da região do Vale do Rio Poty que era Piauí, com o Porto de Amarração, litoral do Ceará, hoje denominado Luís Correia. A lei geral 3.012 de 22 de outubro de 1880 regulamentou a permuta.
No século XVIII quando Príncipe Imperial, hoje Crateús e Pelo Sinal, hoje Independência, eram apenas grandes fazendas de criar gado, os vaqueiros eram poucos e percebiam o desaparecimento de animais no fim do inverno, quando decidiam se aventurar mata adentro, seguindo o curso do rio Poty, em busca do gado que sumia. A observação cuidadosa dos vaqueiros os fez encontrar rastros de gado. Foram rastreando as marcas deixadas pelos animais e abrindo veredas na mata fechada que chegaram a uma bela paisagem, onde havia uma grande lagoa, cercada de mato. Foi desvendado o caminho do veraneio do gado. (Livro - Novo Oriente: Uma Construção Histórica)

## Geologia

### Recursos minerais

#### Ferro
Entre Quiterianópolis e Novo Oriente, são conhecidas seis ocorrências de minério de ferro do tipo itabirito, constituídos por uma associação de hematita e magnetita, com finos veios de quarzto, encaixados nos gnaisses do Complexo Canindé do Ceará. Essas reservas são estimadas em 4,5 milhões de toneladas, com teores de 58,5% de ferro.

#### Níquel
As ocorrências de níquel de Novo Oriente são as únicas conhecidas no estado do Ceará. Estão associadas com cromo em rochas ultramáficas no 'Morro dos Pereiros' e no 'Morro do Ouvidor'. São representadas por serpentinitos, talcoxistos e tremolititos, com fraturas preenchidas por crisotila, sílica e garnierita.

## Administração do município desde sua emancipação
| N°                          | Nome                              | Partido       | Início do Mandato     | Fim do Mandato        | Duração do Mandato | Observações                                       |
| --------------------------- | --------------------------------- | ------------- | --------------------- | --------------------- | ------------------ | ------------------------------------------------- |
| EMANCIPAÇÃO/REPÚBLICA VELHA |                                   |               |                       |                       |                    |                                                   |
| 1                           | Antonio Ximenes Aragão            |               |                       |                       |                    |                                                   |
| 2                           | José Claudino Sales               |               | 1959                  | 1962                  |                    | Primeiro Prefeito                                 |
| 3                           | Manoel Claudino Sales             | UDN           | 1963                  | 1966                  |                    |                                                   |
| DITADURA MILITAR            |                                   |               |                       |                       |                    |                                                   |
| 4                           | Francisco Rufino Vieira           | ARENA         | 1967                  | 1970                  |                    | Assassinado durante o mandato.                    |
| 5                           | Maria Rodrigues Lima              |               | 1971                  | 1972                  |                    | Primeira-dama de Francisco Rufino Vieira          |
| 6                           | Argélio Assis Soares              | MDB           | 1973                  | 1976                  |                    |                                                   |
| 7                           | Otávio Leite Lustosa              | ARENA         | 1977                  | 1982                  |                    |                                                   |
| 8                           | Lauro Batista Carneiro            | PDS           | 1983                  | 1988                  |                    |                                                   |
| NOVA REPÚBLICA              |                                   |               |                       |                       |                    |                                                   |
| 9                           | Rodrigo Coelho Sampaio            | PSDB          | 1º de janeiro de 1989 | 1º de janeiro de 1993 | 4 anos             | Prefeito eleito por Sufrágio Universal            |
| 10                          | Expedito Teixeira Martins         | ?             | 1º de janeiro de 1993 | 1º de janeiro de 1997 | 4 anos             | Prefeito eleito por Sufrágio Universal            |
| 11                          | Jesuíno Rodrigues de Sampaio Neto | PSDB          | 1º de janeiro de 1997 | 1º de janeiro de 2001 | 8 anos             | Prefeito eleito e reeleito por Sufrágio Universal |
| 11                          | Jesuíno Rodrigues de Sampaio Neto | PSDB          | 1º de janeiro de 2001 | 1º de janeiro de 2005 | 8 anos             | Prefeito eleito e reeleito por Sufrágio Universal |
| 12                          | Francisco Valdecy Soares Coelho   | PSDB          | 1º de janeiro de 2005 | 1º de janeiro de 2009 | 4 anos             | Prefeito eleito por Sufrágio Universal            |
| 13                          | Rodrigo Coelho Sampaio            | PSDB          | 1º de janeiro de 2009 | 1º de janeiro de 2013 | 4 anos             | Prefeito eleito por Sufrágio Universal            |
| 14                          | Godofredo de Lima Vieira          | PSD           | 1º de janeiro de 2013 | 1º de janeiro de 2017 | 4 anos             | Prefeito eleito por Sufrágio Universal            |
| 15                          | Vanaldo Carlos Moura              | PcdoB         | 1º de janeiro de 2017 | 1º de janeiro de 2021 | 4 anos             | Prefeito eleito por Sufrágio Universal            |
| 16                          | Jesuino Rodrigues de Sampaio Neto | Solidariedade | 1º de janeiro de 2021 | 1º de janeiro de 2025 | 4 anos             | Prefeito eleito por Sufrágio Universal            |
| 17                          | Eduardo Coelho Rosa Cavalcante    | PSB           | 1º de janeiro de 2025 | No cargo              | 2 meses e 15 dias  | Prefeito eleito por Sufrágio Universal            |